# کلاف (فیلم)
کلاف فیلمی به کارگردانی شهرام شاه‌حسینی و محصول سال ۱۳۹۳ کشور ایران است. ۷۰درصد کار، خارجی و تنها ۳۰ درصد آن در لوکیشن‌های داخلی فیلمبرداری شده‌است. در این فیلم صحنه‌های اکشن از جمله تعقیب و گریز با اتومبیل و موتورسیکلت را خواهید دید و داستان یک عشق نیز به صورت موازی با حوادث فیلمنامه پیش می‌رود.

## داستان فیلم
داستان فیلم  از جایی آغاز می‌شود که فریبرز (علی انصاریان) با پیشنهاد انجام کارهای خلاف مواجه می‌شود و برای کسب درآمد، شروع به کارهای خلاف و شرورانه می‌کند. علی انصاریان در این فیلم نقش یک جوان عاشق ورزش را بازی می‌کند که در یک باشگاه بوکس روزگار می‌گذراند، اما جیبش همیشه خالی است. 